# Франкско-венецианская война (809—810)
Франкско-венецианская война (ит. Invasione franca della Venezia) — вооружённый конфликт между королём Италии Пипином и Венецией, поддержанной Византией, шедший в 809—810 гг.

## Политическая ситуация в Венеции
После завоевания Карлом Великим Лангобардского королевства и Аварского каганата франки приблизились к рубежам византийских владений в Истрии и Далмации; Венеция, являвшаяся автономным дукатом в составе Византийской империи, оказалась на стыке интересов двух держав. Торговое значение этого государства, через которое осуществлялись связи между Европой и Византией, уже к концу VIII века было немалым, и продолжало возрастать.
К концу VIII века в Венеции сформировались две группировки знати, боровшиеся за власть: провизантийская, во главе с семьёй Гальбайо, и профранкская, объединившаяся вокруг патриарха Градо. Внутриполитическая ситуация осложнялась попытками дожей создать наследственное герцогство, для чего они, по византийскому обычаю назначали соправителями своих братьев и сыновей.
Первый конфликт между сторонниками франков и Византии вспыхнул в 797, когда умер Обелерий, епископ Оливоло. Провизантийская группировка добилась избрания на его место грека Христофора, но патриарх Градо Иоанн, поддержанный жителями Эзоле, отказался его признать и отлучил дожа от церкви. Дож Джованни Гальбайо направил в Градо отряд под командованием своего сына Мауриция. Сторонники патриарха были разбиты в уличном бою, а самого его схватили и сбросили вниз с одной из башен его резиденции.
Новым патриархом Градо стал племянник Иоанна Фортунат, которому пришлось бежать к франкам в Тревизо вместе со своими сторонниками, среди которых был Обелерио, трибун Маламокко. В 804 противники Гальбайо высадились в лагуне, разгромили сторонников дожа, и тот бежал в Мантую. Обелерио стал дожем и сделал соправителем своего брата Беата. Внутренний конфликт в лагуне продолжался; новый дож разрушил и сжёг прежнюю столицу Венецианского дуката в Эраклее и перенёс центр власти в Маламокко. Сторонникам проигравших, в том числе Христофору, также пришлось бежать, и, вероятно, они просили поддержки у Византии.

## Византийско-франкский конфликт
Между Византией и франками с 801 продолжался дипломатический конфликт, к которому привела коронация Карла Великого в качестве римского императора. Чтобы добиться признания своего нового титула, Карл стремился оказать давление на Византию. После Рождества 805 к его двору в Тионвиль прибыли Обелерио, Беат, а также дукс Ядара Павел и епископ этого города Донат с большими дарами. Из источников не вполне ясно, чем объяснялось обращение к императору франков со стороны правителей византийской Далмации, но полагают, что они могли формально признать власть императора Запада.
Византия не могла примириться с таким положением, и весной 806 император Никифор I отправил в Адриатику флот под командованием патрикия Никиты. По-видимому, византийцы не встретили сопротивления, и восстановили свою власть в Далмации и Венеции. Обелерио получил титул спафария, а его соправителя Беата и епископа Христофора увезли в Константинополь в качестве заложников. Третий сын Карла Великого Пипин по разделу 6 февраля 806 получил Италию, но не мог помешать отложению Венеции из-за присутствия там византийского флота.
Полагают, что между Византией и Венецией был заключён какой-то договор, после чего эскадра Никиты в 807 вернулась в Константинополь. Фортунат снова отправился к франкам. По-видимому, отношения с Франкской империей вскоре осложнились, и в 808 Никифор направил на запад две эскадры. Одну, под командованием Никиты, в Тирренское море, где византийцы напали на Популонию, другую, префекта Кефалонии патрикия Павла, в Адриатику. Беат также вернулся из Константинополя, где получил титул ипата. Флот Павла перезимовал в Венеции и весной 809 атаковал порт Комаккьо, её торгового соперника, где вступил в бой с франками. Согласно Анналам королевства франков, нападение было отбито, и это привело к конфликту между византийским командующим и дожем. Обелерио и его брат заняли двусмысленную позицию, не оказали византийцам достаточной помощи, и даже собирались заманить их в засаду. «Узнав об их коварстве», Павел покинул Венецию.

## Осада Венеции
Пипин, «побуждаемый вероломством венецианских дожей», воспользовался уходом византийцев и решил покарать Венецию. Венецианская историческая традиция, переданная Иоанном Диаконом, в свою очередь, обвиняет Пипина в разрыве «договора, который венецианский народ издавна имел с королём Итальянским». Пипин с войсками двинулся в лагуну, овладел Кьоджей и Палестриной, затем занял Альбиолу, откуда шла переправа на Маламокко.
Венецианцы оказали упорное сопротивление. Пипин намеревался переправиться на кораблях или построить наплавной мост, но венецианцы убрали вехи, отмечавшие фарватер, и перегородили канал. Шестимесячная осада Венеции (осень 809 — весна 810) описана Константином Багрянородным:

Когда король Пипин явился против венетиков с крупным сильным войском, он обложил переправу, ведущую с суши на острова Венеции, в месте, называемом Аивола. Поэтому венетики, видя, что на них идет со своим войском король Пипин и что он намерен отплыть с конями к острову Мадамавку (этот остров лежит близ материка), бросая шпангоуты, перегородили всю переправу. Оказавшись в бездействии, войско короля Пипина (ибо он был не в состоянии переправить их в ином месте) простояло напротив венетиков, на суше, шесть месяцев, воюя с ними ежедневно. Тогда как венетики поднимались на свои суда и устраивались позади набросанных ими шпангоутов, король Пипин стоял со своим войском на морском берегу. Венетики, воюя луками и пращами, не позволяли им переправиться на остров. Так, ничего не достигнув, король Пипин заявил венетикам: «Будьте под моею рукою и покровительством, ибо вы происходите из моей страны и державы». Но венетики ему возразили: «Мы желаем быть рабами василевса ромеев, а не твоими».— Константин Багрянородный. Об управлении империей. 28
По-видимому, обе стороны понесли большие потери. Относительно исхода войны существуют три различные версии. Согласно Анналам королевства франков, Пипин одержал победу, подчинил Венецию и взял в плен её герцогов, после чего намеревался атаковать Далмацию, но был вынужден отказаться от этого замысла из-за появления в Адриатическом море эскадры патрикия Павла.
Венецианская традиция, отражённая, в частности, в картинах Андреа Вичентино, находящихся в Палаццо дожей, и «Неистовом Роланде» Ариосто, повествует о блистательной победе жителей лагуны и избиении франкского войска в месте, названном из-за этого позднее каналом Орфано.
Рассказ Константина Багрянородного, автора более раннего, чем венецианские хронисты, и, как полагают, располагавшего не только византийскими, но и венецианскими источниками, обычно считается наиболее достоверным.

## Заключение мира
Византийский император Константин Багрянородный пишет, что венецианцы, хотя формально остались подданными Византии, были вынуждены заключить с Пипином мир на условиях уплаты ежегодной дани, которую, ставшую со временем чисто символической, Венеция продолжала выплачивать и в его время.
Действительно ли Пипин наложил на венецианцев дань, или это произошло позднее, вопрос неясный. Константин Багрянородный пишет, что венецианцы платили ежегодно 36 литр серебра. Известно, что по договорам с Беренгарием I (888), Рудольфом (924) и Гуго (927) Венеция обязалась платить королям Италии 25 фунтов серебра ежегодно.
Окончательно конфликт был урегулирован франко-венецианским мирным договором, известным как Никифоров мир. Согласно франкским анналам, Карл Великий в октябре 810 вернул Никифору Венецию в обмен на признание императором.

## Результаты
Для Венеции война с франками имела важные последствия. Фактически ей удалось отстоять свою независимость, так как официальное признание дуката частью Византийской империи выводило её из подчинения франкским императорам и их наследникам — императорам Священной Римской империи. По окончании войны в Венеции произошли внутриполитические перемены. Дож Обелерио, стремившийся установить наследственную власть, был свергнут и бежал в Константинополь, на его место избрали одного из героев войны — Агнелла Партеципация, руководившего обороной Маламокко. Политический центр дуката было решено переместить из Маламокко, оказавшегося довольно уязвимым, на остров Ривоальто (Риальто), находившийся в глубине лагуны и дальше от побережья.
Византия была вынуждена пойти на соглашение с франками ввиду начавшейся войны с болгарами, потребовавшей значительных ресурсов и стоившей жизни императору Никифору. Окончательный мирный договор был заключён в 812 между Карлом Великим и Михаилом I Рангаве.